# Derrick Adkins
Pour les articles homonymes, voir Adkins.
Derrick R. Adkins (né le 2 juillet 1970 à New York) est un athlète américain spécialiste du 400 mètres haies.

## Carrière sportive
Étudiant à l'Université Georgia Tech, il se classe deuxième des Championnats NCAA de 1991 et s'impose par la suite lors des Universiades d'été de Sheffield. Sélectionné pour les Championnats du monde de Tokyo grâce à sa troisième place obtenue lors des Championnats américains en plein air, il se classe sixième de la finale dans le temps de 49 s 28, derrière ses compatriotes Kevin Young et Danny Harris. Quatrième seulement des sélections américaines 1992, il ne participe pas aux Jeux olympiques de 1992. Vainqueur en 1993 des Championnats du monde universitaires pour la deuxième fois consécutive, Derrick Adkins se distingue dès l'année suivante en décrochant son premier titre national du 400 m haies en 48 s 41. Il descend plus tard dans la saison pour la première fois de sa carrière sous les 48 secondes et signe la meilleure performance mondiale de l'année à Linz avec 47 s 70. Il remporte les Goodwill Games et termine deuxième de la Finale du Grand Prix derrière le Zambien Samuel Matete.
En 1995, Derrick Adkins conserve son titre de champion des États-Unis, puis établit quelques jours plus tard avec 47 s 54 la meilleure performance de sa carrière, à l'occasion du meeting Athletissima de Lausanne. Il termine néanmoins deuxième de la course derrière le Français Stéphane Diagana qui réalise à l'occasion un nouveau record d'Europe en 47 s 35. Figurant parmi les favoris des Championnats du monde de Göteborg, l'Américain s'adjuge son premier titre planétaire en 47 s 98, devançant de justesse Samuel Matete (48 s 03) et Stéphane Diagana (48 s 14). 
En 1996, l'Américain se classe deuxième des sélections olympiques et s'incline par ailleurs à cinq reprises face à Samuel Matete. Il parvient néanmoins à remporter le titre des Jeux olympiques d'Atlanta, devant Matete, en égalant son record personnel de Lausanne et en établissant le meilleur temps de l'année (47 s 54). Il s'impose en fin de saison lors de la Finale du Grand Prix 1996 de Milan devant son compatriote Torrance Zellner.
Derrick Adkins fut champion olympique à domicile en 1996 (en effet il habitait et étudiait à Atlanta au Georgia Tech). 
Diagnostiqué comme dépressif trois mois avant les jeux, son état empira après son titre olympique. Dès lors, ses performances chutèrent. 
Par la suite, Derrick Adkins devient un fervent défenseur de cette cause auprès d'associations telles que la National Mental Health Association. 

### Palmarès
| Date | Compétition           | Lieu              | Place |
| ---- | --------------------- | ----------------- | ----- |
| 1991 | Universiades d'été    | Sheffield         | 1er   |
| 1991 | Championnats du monde | Tokyo             | 6e    |
| 1993 | Universiades d'été    | Buffalo           | 1er   |
| 1993 | Championnats du monde | Stuttgart         | 7e    |
| 1994 | Goodwill Games        | Saint-Pétersbourg | 1er   |
| 1994 | Finale du Grand Prix  | Paris             | 2e    |
| 1995 | Championnats du monde | Göteborg          | 1er   |
| 1996 | Jeux olympiques       | Atlanta           | 1er   |
| 1996 | Finale du Grand Prix  | Milan             | 1er   |

- Vainqueur des Championnats des États-Unis d'athlétisme en 1994 et 1995 (en 48"44)

### Records personnels
| Épreuve     | Date                         | Lieu             | Temps   |
| ----------- | ---------------------------- | ---------------- | ------- |
| 400 m haies | 5 juillet 1995 1er août 1996 | Lausanne Atlanta | 47 s 54 |